# División de Honor de la Liga Nacional de Béisbol 2018
La División de Honor de la Liga Nacional de Béisbol 2018 fue la edición número 75 de la División de Honor de la Liga Nacional de Béisbol, máxima categoría de la Liga Nacional de Béisbol.

## Clasificación
| Pos. | Equipo                   | PJ | PG | PP | AVG | GB |
| ---- | ------------------------ | -- | -- | -- | --- | -- |
| 1    | Tenerife Marlins PC      | 32 | 29 | 3  | 906 | 0  |
| 2    | Astros Valencia          | 32 | 24 | 8  | 750 | 5  |
| 3    | S. Inazio Bilbao Bizkaia | 32 | 20 | 12 | 625 | 9  |
| 4    | CBS Sant Boi             | 32 | 19 | 13 | 594 | 10 |
| 5    | CB Viladecans            | 32 | 17 | 15 | 531 | 12 |
| 6    | CB Barcelona             | 32 | 14 | 18 | 438 | 15 |
| 7    | Beisbol Navarra          | 32 | 10 | 22 | 313 | 19 |
| 8    | CD Pamplona              | 32 | 10 | 22 | 313 | 19 |
| 9    | Miralbueno Zaragoza      | 32 | 1  | 31 | 31  | 28 |